# Most Charles’a Kuonena
Most Charles’a Kuonena (niem. Charles Kuonen Hängebrücke) – stalowy, pieszy most wiszący przerzucony na doliną potoku Dorfbach, zlokalizowany na wschód od miejscowości Randa w Szwajcarii (kanton Valais), na zachodnich stokach Domu (4545 m n.p.m.), w Alpach Pennińskich.

## Charakterystyka
Obiekt został zbudowany w trzy miesiące przez przedsiębiorstwo Swissrope & Lauber AG w 2017. Głównym projektantem był Theo Lauber. Ma długość 494 metrów i w momencie oddania do użytku był najdłuższym wiszącym mostem dla pieszych na świecie. W 2020 stracił pierwsze miejsce w świecie na rzecz 567-metrowej kładki Baglung Parbat w Nepalu. Natomiast rekord Europy utracił w 2021 po wybudowaniu 516-metrowego mostu w Portugalii o nazwie Arouca 516.
Jego szerokość wynosi 65 centymetrów. Rozwieszony jest pomiędzy 2060 a 2080 m n.p.m., ponad doliną źródłowego cieku potoku Dorfbach, uchodzącego niżej do Matter Vispa  W najwyższym punkcie wisi 85 metrów nad terenem. Został zbudowany jako następca mostu Europaweg, który został otwarty w 2010, ale uległ zniszczeniu przez skały po już dwóch miesiącach. Jest położony na ścieżce Europaweg z Grächen do Zermatt i skraca przejście tego odcinka o około trzy godziny.
Most ma stosunkowo niską wagę w stosunku do swej długości (58 ton). Jego podłoga wykonana jest z kratownicy stalowej, a ściany boczne z siatki drucianej. Ułatwia to turystom oglądanie widoków, również w dół. Koszt budowy wyniósł 750 000 franków szwajcarskich, a budowa mogła dojść do skutku m.in. dzięki darowiznom gmin Randa, Grächen, St. Niklaus, Täsch i Zermatt. Głównym sponsorem był Charles Kuonen, psycholog i właściciel winnicy w Salgesch i to od niego pochodzi nazwa mostu.

## Dostęp
Wejście na most jest bezpłatne. Obiekt nie jest dostępny zimą. Czas dojścia z Randy wynosi około 2–2,5 godziny.

## Galeria

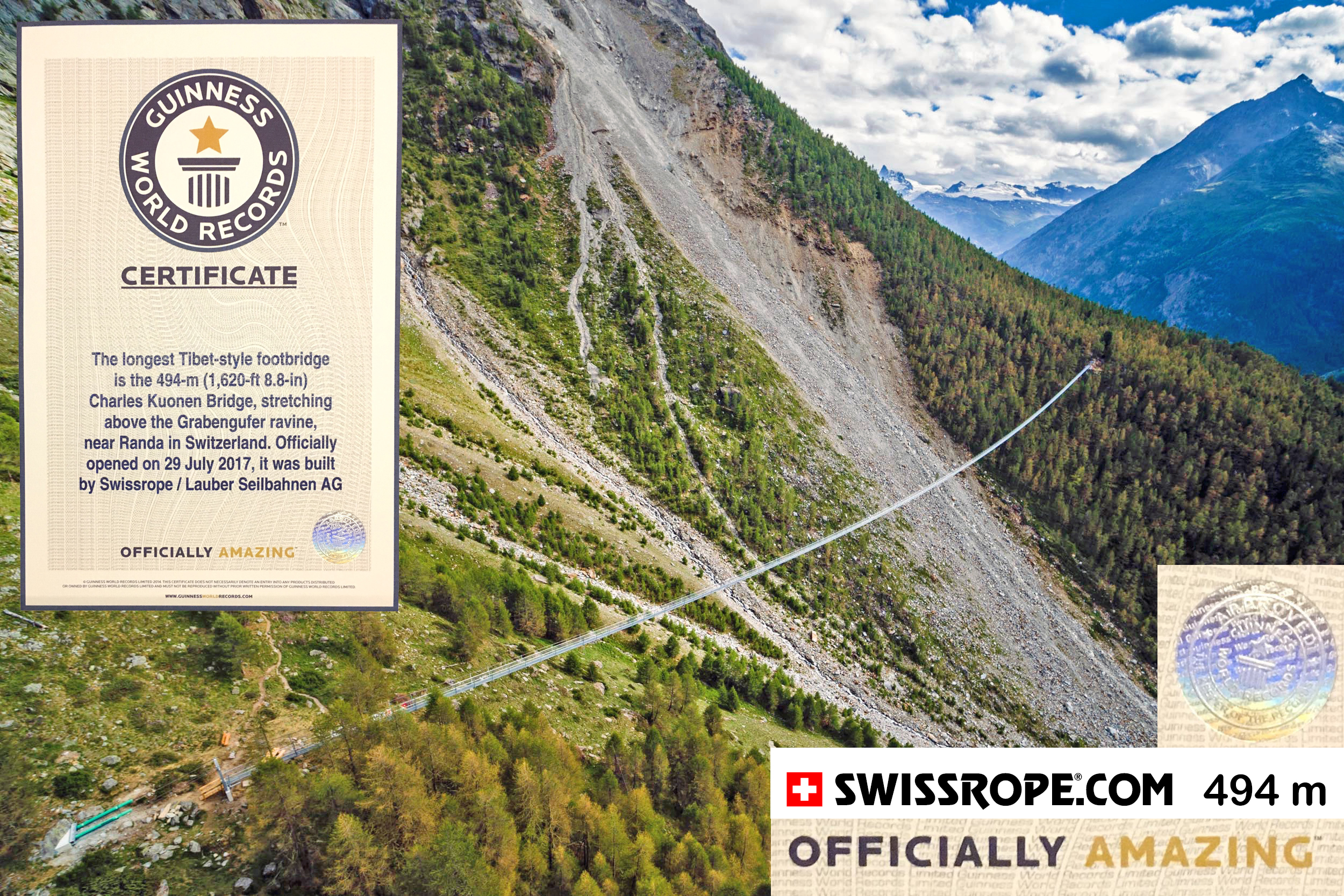
Widok ogólny i certyfikat Guinnessa
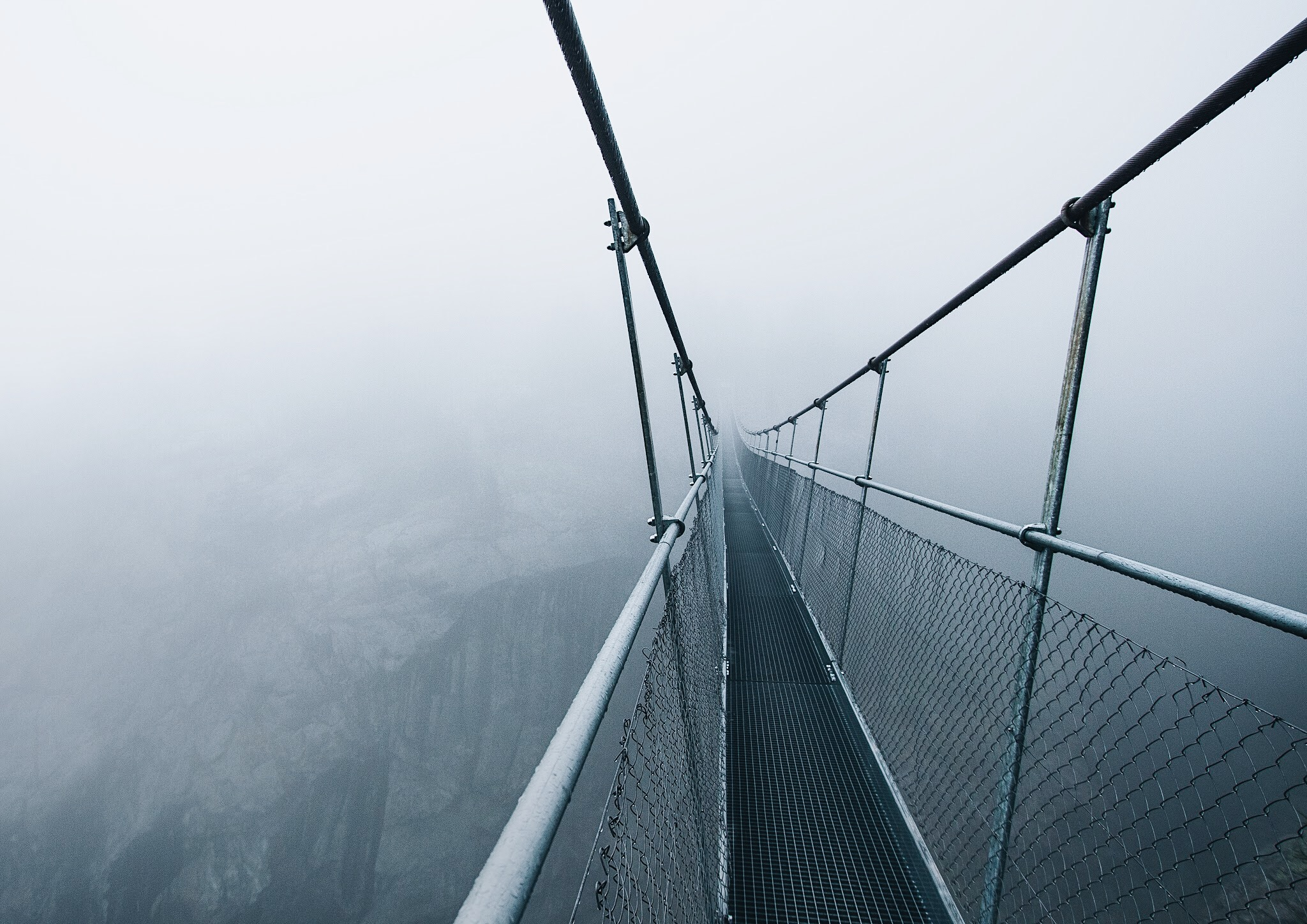
Detal we mgle
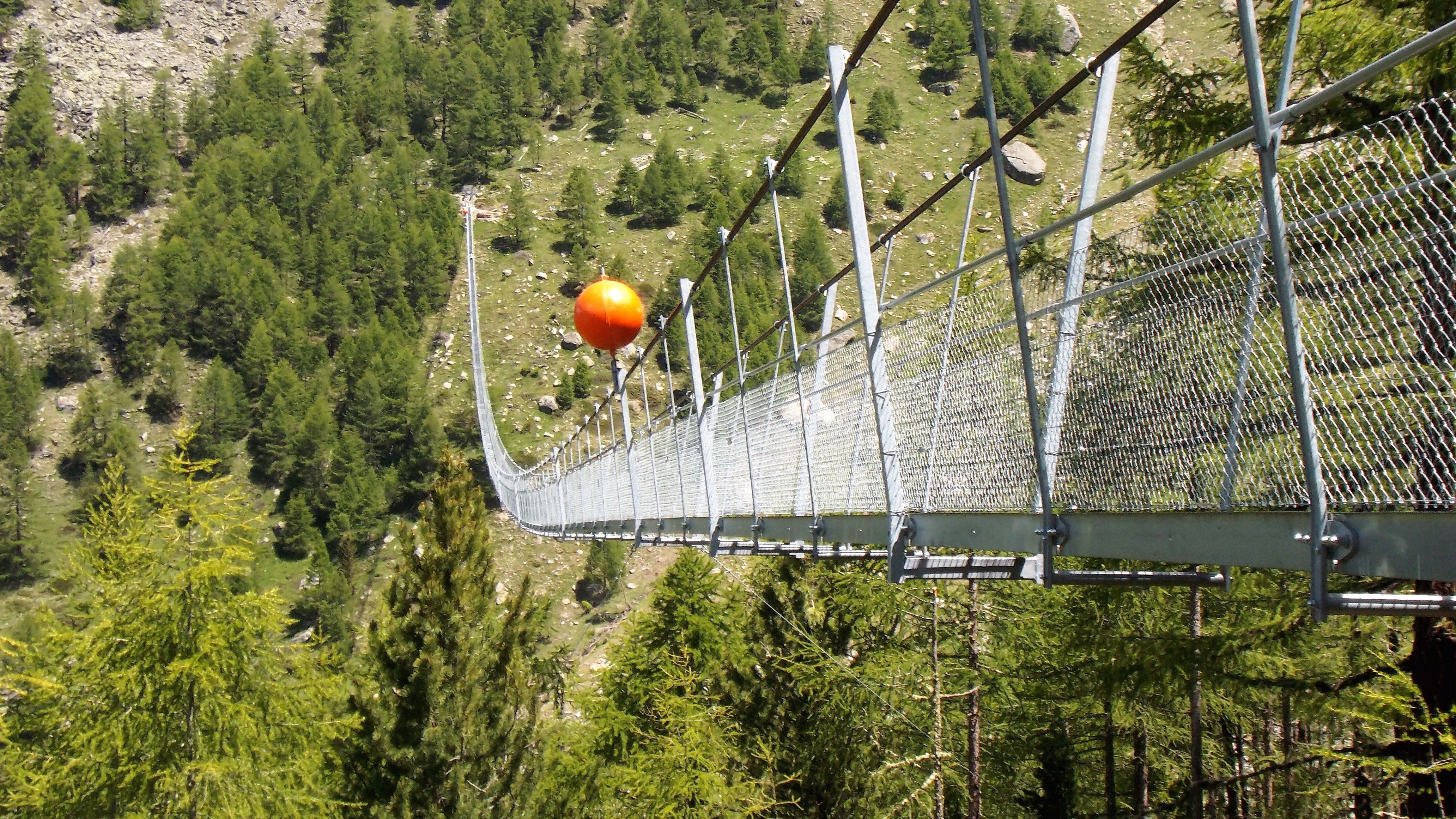
Widok z boku